# Associação Nacional de Assembleias Municipais
A ANAM - Associação Nacional de Assembleias Municipais é uma associação sem fins lucrativos, criada a 7 de maio de 2016 no cartório notarial de Mirandela que tem como missão valorizar e dignificar as Assembleias Municipais.

## História
Foi a 12 de dezembro de 1976 que teve lugar um dos principais marcos do Portugal democrático: as primeiras eleições livres para os órgãos das autarquias locais. Foram as primeiras eleições para eleger os órgãos locais depois da Revolução dos Cravos. Foram eleitos 304 presidentes de câmara municipais, 5 135 deputados municipais e cerca de 26 mil deputados para as assembleias de freguesia.
Volvidos mais de 40 anos deste importante marco, é inegável reconhecer que o Poder Local democrático esteve à altura dos vários desafios que sobre ele recaíram ao longo do tempo, tendo efectivamente contribuído para que Portugal seja hoje um país mais moderno, inclusivo e sustentável.
Desde a sua fundação, a 7 de maio de 2016 no cartório notarial de Mirandela, a ANAM foi presidida primeiramente pelo Dr. José Manuel Pavão e atualmente pelo Prof. Albino Almeida, tendo chegado ao final de 2020 com 155 associados, representando a maioria das 308 assembleias municipais portuguesas.

## 2º Congresso
O II Congresso da ANAM, realizado no Altice Forum Braga, foi um dos momentos mais altos na história desta associação, contando com uma mensagem em vídeo de Sua Excelência O Presidente da República, Marcelo Rebelo de Sousa. Esteve ainda presente o Secretário de Estado, Dr. Jorge Botelho.
O evento teve ampla difusão mediática, tendo principal destaque o lançamento do Roteiro de Boas Práticas publicado pelo jornal Observador.

## Publicações
A ANAM conta já com algumas publicações, sendo a maioria realizada em parceria com a AEDREL:
- RAMeEL - Revista Das Assembleias Municipais e dos Eleitos Locais[8]
- A Valorização do Papel e da Eficácia das Assembleias Municipais: Um regimento-tipo[9]